# Allstate
Allstate — страховая компания США, специализируется на страховании имущества (третья крупнейшая в США в этом виде страхования). Основана в 1931 году, штаб-квартира в Нортбруке, пригороде Чикаго, штат Иллинойс. Работает в США и Канаде, около трети выручки приходится на штаты Техас, Калифорния, Нью-Йорк и Флорида.

## История
Компания была основана в 1931 году как подразделение по автострахованию компании Sears, Roebuck and Co. Название «Allstate» появилось пятью годами ранее как бренд автопокрышек, продававшийся по каталогам Sears. Изначально планировалось предлагать полисы по почте вместе с торговыми каталогами Sears, но с 1934 года компания начала развивать сеть отделений, многие из них располагались в торговых центрах Sears. В начале 1950-х годов в большинстве штатов были приняты законы об ответственности водителей за нанесённый ими ущерб, и продажи полисов автострахования резко возросли, выручка Allstate в 1950-е годы удваивалась каждые два года. В 1953 году было открыто первое отделение в Канаде, также в это время компания начала заниматься другими видами страхования. В 1967 году штаб-квартира компании разместилась в новом здании в пригороде Чикаго Нортбрук. В 1970-х годах было создано совместное предприятие в Японии, куплена страховая компания в Нидерландах и создана перестраховочная компания в Лондоне.
В 1993 году Sears провела первичное размещение 20 % акций Allstate, принесшее 2,4 млрд долларов, что стало рекордом на то время; в 1995 году Sears продала оставшиеся 80 % акций, таким образом Allstate стала самостоятельной компанией. Это было вызвано с одной стороны желанием Sears сосредоточиться на основном для себя торговом бизнесе, с другой стороны убытками, понесёнными Allstate в результате урагана Эндрю в 1992 году, землетрясения в Калифорнии в 1994 году и ряда громких судебных исков против компании.

## Деятельность
Основные подразделения компании:
- Allstate Protection — автострахование и другое страхование имущества; страховые премии составили 35,8 млрд долларов.
- Allstate Life & Benefits — страхование жизни и медицинское страхование; выручка 4 млрд долларов.
- Service Businesses — финансовые и другие услуги; выручка 1,9 млрд.

Из выручки 44,78 млрд долларов в 2020 году страховые премии (плата за страховые полисы) составили 39,52 млрд долларов (из них 37,07 млрд — страхование имущества), 2,85 млрд составил инвестиционный доход. Страховые выплаты за 2020 год составили 25,83 млрд. Инвестиции составили 94,2 млрд долларов (из них три четверти в облигации).
В списке крупнейших публичных компаний мира Forbes Global 2000 за 2021 год компания заняла 151-е место, в том числе 211-е по размеру выручки, 102-е по чистой прибыли, 320-е по активам и 502-е по рыночной капитализации.
| Год                 | 2006  | 2007  | 2008   | 2009  | 2010  | 2011  | 2012  | 2013  | 2014  | 2015  | 2016  | 2017  | 2018  | 2019  | 2020  |
| ------------------- | ----- | ----- | ------ | ----- | ----- | ----- | ----- | ----- | ----- | ----- | ----- | ----- | ----- | ----- | ----- |
| Оборот              | 35,80 | 36,77 | 29,39  | 32,01 | 31,40 | 32,65 | 33,32 | 34,51 | 35,24 | 36,52 | 37,40 | 39,41 | 39,82 | 44,68 | 44,79 |
| Чистая прибыль      | 4,993 | 4,636 | -1,679 | 0,854 | 0,928 | 0,787 | 2,306 | 2,263 | 2,746 | 2,055 | 1,761 | 3,073 | 2,104 | 4,847 | 5,576 |
| Активы              | 157,6 | 156,4 | 134,8  | 132,7 | 130,9 | 125,2 | 126,9 | 123,5 | 108,5 | 104,7 | 108,6 | 112,4 | 112,2 | 120,0 | 126,0 |
| Собственный капитал | 21,94 | 21,90 | 12,67  | 16,72 | 19,04 | 18,33 | 20,58 | 21,48 | 22,30 | 20,03 | 20,57 | 22,55 | 21,31 | 26,00 | 30,22 |